# Les Repentis (téléfilm, 1996)
Pour l’article homonyme, voir Les Repentis (série télévisée).
Pour plus de détails, voir Fiche technique et Distribution.
Les Repentis est un téléfilm canadien réalisé par John Woo, diffusé le 29 septembre 1996 sur Fox.

## Synopsis
Mac Ramsey et Li Ann sont amants mais aussi voleurs professionnels. Orphelins, ils ont été élevés par le Parrain de la pègre de Hong Kong. Les deux jeunes gens s'enfuient après avoir volé leur père adoptif mais sont bien vite rattrapé par le troisième fils, Michael Tang. Après une altercation avec la triade, les deux fugitifs disparaissent à Vancouver. Mac après avoir été arrêté par une organisation secrète est désormais entraîné par la mystérieuse Directrice qui veut faire tomber l'homme qui l'a élevé. Pensant que Mac était mort, Li Ann de son côté a refait sa vie et est la fiancée de Victor Mansfield, un policier de Vancouver. Bien vite, le trio va se retrouver à avoir une cible commune : Michael et l'organisation du Parrain...

## Fiche technique
- Titre : Les Repentis
- Titre original : Once a Thief
- Réalisation : John Woo
- Scénario : Glenn Davis et William Laurin
- Musique : Amin Bhatia et Michele Worth
- Photographie : Bill Wong
- Montage : Bert Kish et David Wu
- Distribution : John Buchan et Nan Dutton
- Décors : Douglas Higgins
- Costumes : Donna Wong
- Production : Terence Chang (en), Glenn Davis, William Laurin, Christopher Godsick, Wendy Grean, et John Woo
- Sociétés de production : Alliance Communications Corporation, CanWest Global Television Network, NDG Productions et WCG Entertainment Productions
- Pays d'origine : Canada
- Format : Couleurs - 1,33:1 - Dolby Surround - 35 mm
- Genre : action, thriller
- Durée : 92 minutes
- Dates de sortie :

 États-Unis : 29 septembre 1996 (diffusion TV)
 France : 10 janvier 1998 (diffusion TV)

## Distribution
- Sandrine Holt : Li Ann Tsei
- Ivan Sergei : Mac Ramsey
- Nicholas Lea : Victor Mansfield
- Robert Ito : Le Parrain
- Michael Wong : Michael Tang
- Alan Scarfe : Robertson Graves
- Jennifer Dale : La directrice
- Nathaniel DeVeaux : Dobrinsky
- Greg Chan : Dance MC
- Matthew Walker : Juge d'Interpol
- Paul Wu : Assistant du juge
- Phillip Tsui : Fong
- Russell Jung : Cheng
- Mark Brandon : Carruthers
- Angela Asher : Olivia Gearing
- Stephen Chang : Monsieur Chang

## Autour du film
Il s'agit du téléfilm pilote de la série du même nom qui sera diffusée l'année suivante sur CTV.